# Olympische Sommerspiele 2000/Leichtathletik – 10.000 m (Frauen)

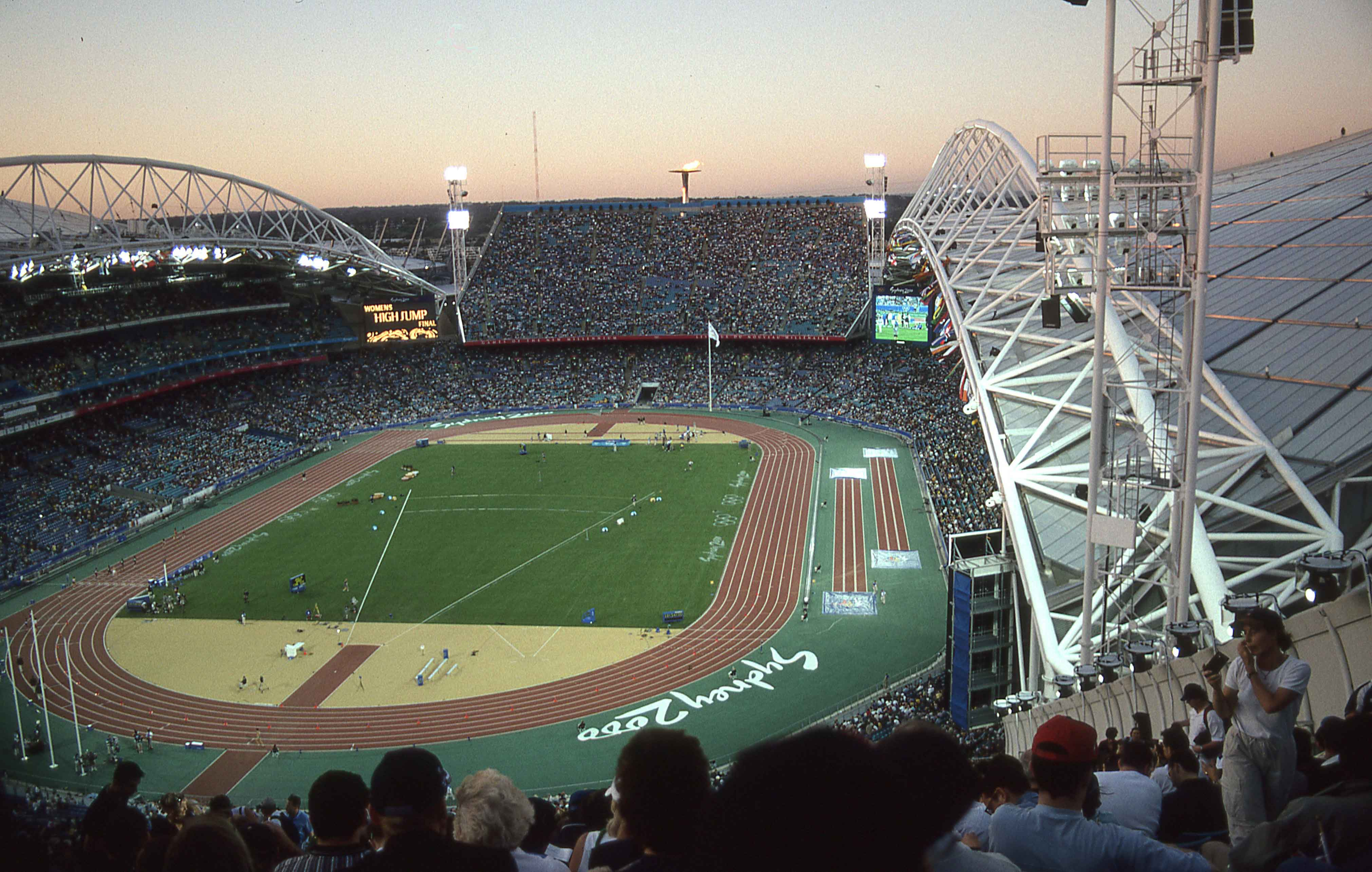
Das frühere ANZ Stadium von Sydney während der Olympischen Spiele 2000

Der 10.000-Meter-Lauf der Frauen bei den Olympischen Spielen 2000 in Sydney wurde am 27. und 30. September 2000 im Stadium Australia ausgetragen. 41 Athletinnen nahmen teil.
Olympiasiegerin wurde die Äthiopierin Derartu Tulu. Sie gewann vor ihrer Teamkameradin Gete Wami und der Portugiesin Fernanda Ribeiro.
Die Deutsche Petra Wassiluk schied in der Vorrunde aus.

Athletinnen aus der Schweiz, Österreich und Liechtenstein nahmen nicht teil.

## Aktuelle Titelträgerinnen
| Olympiasiegerin 1996                     | Fernanda Ribeiro ( Portugal)                      | 31:01,63 min                                      | Atlanta 1996                                      |
| Weltmeisterin 1999                       | Gete Wami ( Äthiopien)                            | 30:24,56 min                                      | Sevilla 1999                                      |
| Europameisterin 1998                     | Sonia O’Sullivan ( Irland)                        | 31:29,33 min                                      | Budapest 1998                                     |
| Panamerikanische Meisterin 1999          | Nora Leticia Rocha ( Mexiko)                      | 32:56,51 min                                      | Winnipeg 1999                                     |
| Zentralamerika und Karibikmeisterin 1999 | 10.000-Meter-Lauf nicht im Meisterschaftsprogramm | 10.000-Meter-Lauf nicht im Meisterschaftsprogramm | 10.000-Meter-Lauf nicht im Meisterschaftsprogramm |
| Südamerikameisterin 1999                 | Stella Castro ( Kolumbien)                        | 34:30,92 min                                      | Bogotá 1999                                       |
| Asienmeisterin 2000                      | Supriati Sutono ( Indonesien)                     | 33:47,24 min                                      | Jakarta 2000                                      |
| Afrikameisterin 2000                     | Souad Aït Salem ( Algerien)                       | 34:02,28 min                                      | Algier 2000                                       |
| Ozeanienmeisterin 2000                   | 10.000-Meter-Lauf nicht im Meisterschaftsprogramm | 10.000-Meter-Lauf nicht im Meisterschaftsprogramm | 10.000-Meter-Lauf nicht im Meisterschaftsprogramm |

## Rekorde

### Bestehende Rekorde
| Weltrekord         | 29:31,78 min | Wang Junxia ( Volksrepublik China) | Peking, Volksrepublik China | 8. September 1993 |
| Olympischer Rekord | 31:01,63 min | Fernanda Ribeiro ( Portugal)       | Finale OS Atlanta, USA      | 2. August 1996    |

### Rekordverbesserungen
Der Olympiarekord wurde verbessert und es wurden vier neue Landesrekorde aufgestellt.
- Olympiarekord:
  - 30:17,49 min – Derartu Tulu (Äthiopien), Finale am 30. September
- Landesrekorde:
  - 30:22,88 min – Fernanda Ribeiro (Portugal), Finale am 30. September
  - 30:26,97 min – Paula Radcliffe (Großbritannien), Finale am 30. September
  - 31:29,65 min – Olivera Jevtić (Jugoslawien), Finale am 30. September
  - 31:59,21 min – Asmae Leghzaoui (Marokko), Finale am 30. September

## Vorrunde
Insgesamt wurden zwei Vorläufe absolviert. Für das Finale qualifizierten sich pro Lauf die ersten acht Athletinnen. Darüber hinaus kamen die vier Zeitschnellsten, die sogenannten Lucky Loser, weiter. Die direkt qualifizierten Läuferinnen sind hellblau, die Lucky Loser hellgrün unterlegt.
Anmerkung: Alle Zeitangaben sind auf Ortszeit Sydney (UTC+10) bezogen.

### Vorlauf 1

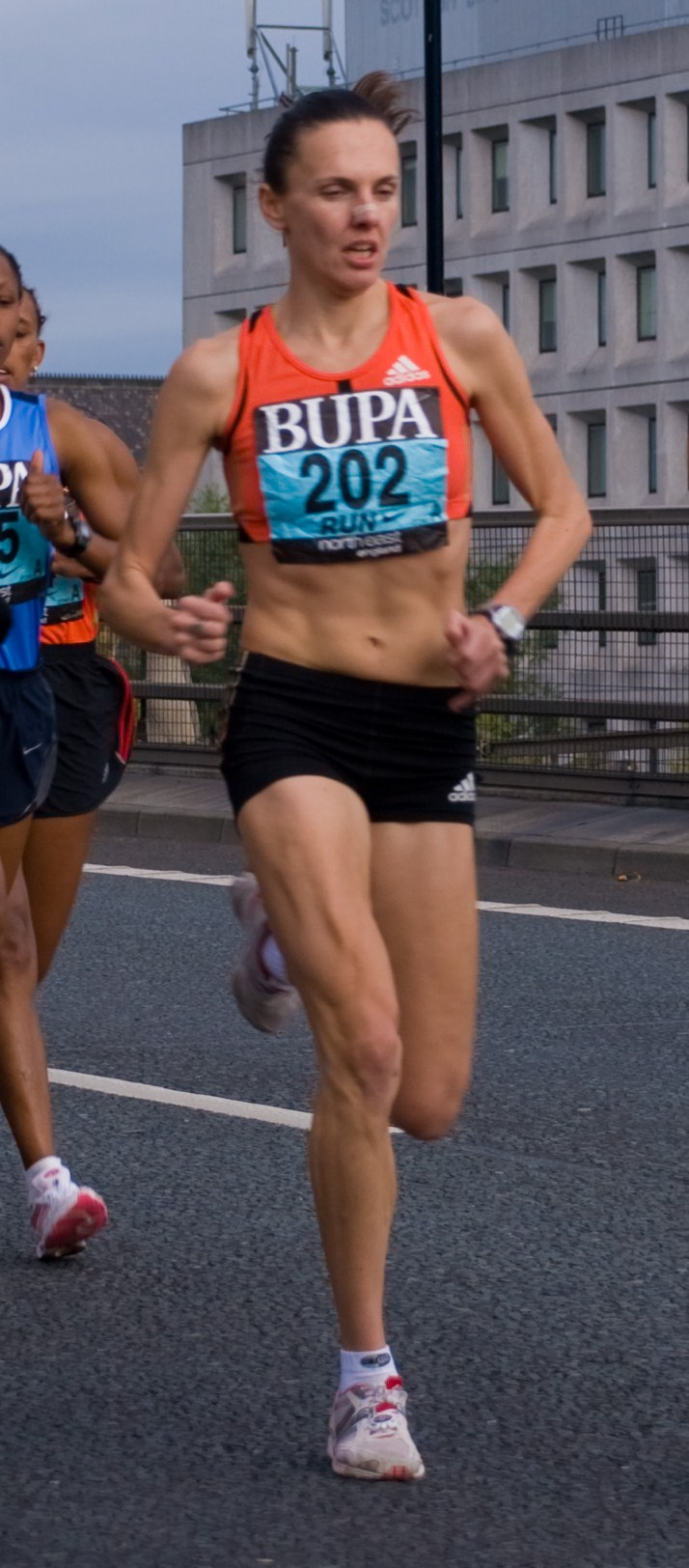
Anikó Kálovics – ausgeschieden als Zwölfte des ersten Vorlaufs
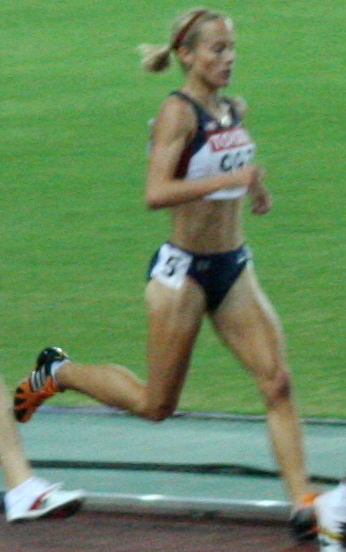
Jennifer Rhines – ausgeschieden als Sechzehnte des ersten Vorlaufs

27. September 2000, 12:40 Uhr
| Platz | Name                      | Nation              | Zeit (min) |
| ----- | ------------------------- | ------------------- | ---------- |
| 1     | Derartu Tulu              | Äthiopien           | 32:06,19   |
| 2     | Tegla Loroupe             | Kenia               | 32:06,41   |
| 3     | Fernanda Ribeiro          | Portugal            | 32:06,43   |
| 4     | Olivera Jevtić            | BR Jugoslawien      | 32:06,54   |
| 5     | Harumi Hiroyama           | Japan               | 32:07,68   |
| 6     | Li Ji                     | Volksrepublik China | 32:28,96   |
| 7     | Sonia O’Sullivan          | Irland              | 32:29,93   |
| 8     | Jeļena Čelnova-Prokopčuka | Lettland            | 32:32,87   |
| 9     | Ljudmila Biktaschewa      | Russland            | 32:52,00   |
| 10    | Asmae Leghzaoui           | Marokko             | 32:56,63   |
| 11    | Restituta Joseph          | Tansania            | 33:12,18   |
| 12    | Anikó Kálovics            | Ungarn              | 33:20,40   |
| 13    | Petra Wassiluk            | Deutschland         | 33:23,03   |
| 14    | María Terasa Recio        | Spanien             | 33:36,44   |
| 15    | Clair Fearnley            | Australien          | 33:47,23   |
| 16    | Jennifer Rhines           | USA                 | 34:08,28   |
| 17    | Natalie Harvey            | Australien          | 34:12,90   |
| 18    | Nora Leticia Rocha        | Mexiko              | 34:37,84   |
| 19    | Tina Connelly             | Kanada              | 34:46,04   |
| 20    | Nasria Baghdad            | Algerien            | 35:31,53   |
| DNS   | Chrysostomia Iakovou      | Griechenland        |            |
| DNS   | Marleen Renders           | Belgien             |            |

### Vorlauf 2

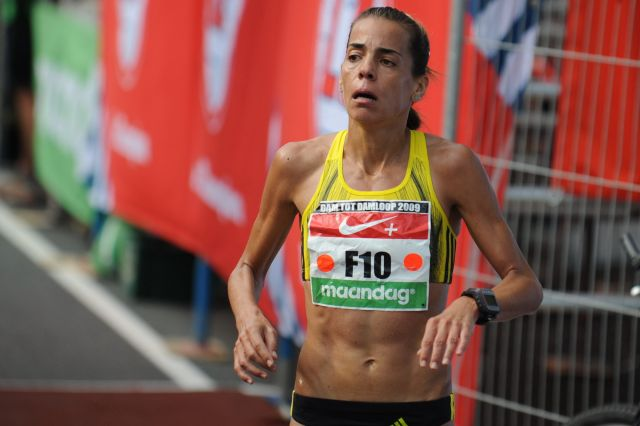
Ana Dias – ausgeschieden als Zwölfte des zweiten Vorlaufs
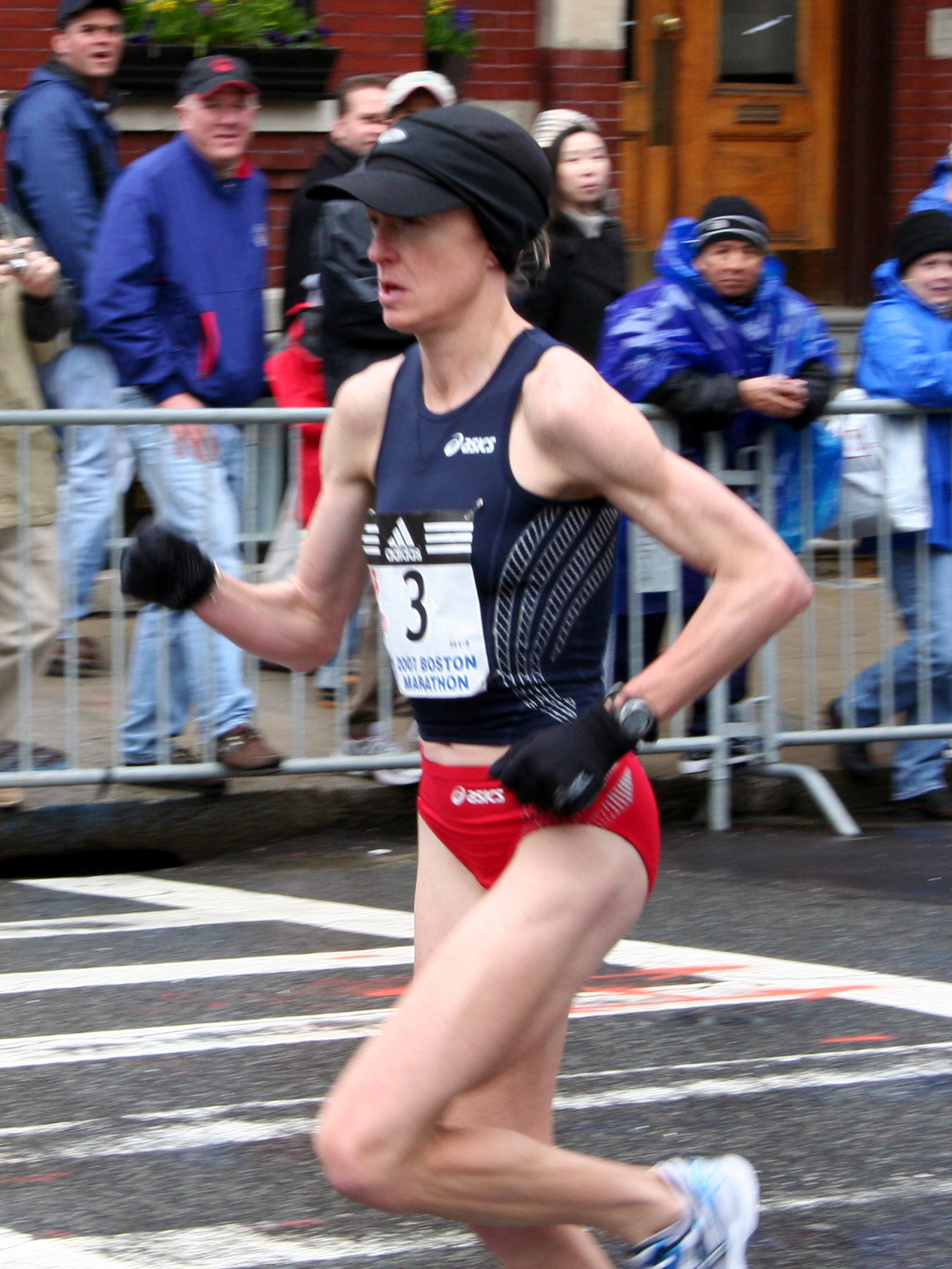
Deena Drossin – ausgeschieden als Achtzehnte des zweiten Vorlaufs

27. September 2000, 13:20 Uhr
| Platz | Name                 | Nation         | Zeit (min) |
| ----- | -------------------- | -------------- | ---------- |
| 1     | Sally Barsosio       | Kenia          | 32:34,07   |
| 2     | Alice Timbilili      | Kenia          | 32:34,15   |
| 3     | Berhane Adere        | Äthiopien      | 32:34,62   |
| 4     | Gete Wami            | Äthiopien      | 32:34,63   |
| 5     | Chiemi Takahashi     | Japan          | 32:34,70   |
| 6     | Paula Radcliffe      | Großbritannien | 32:34,73   |
| 7     | Elana Meyer          | Südafrika      | 32:35,32   |
| 8     | Yūko Kawakami        | Japan          | 32:36,60   |
| 9     | Lidija Grigorjewa    | Russland       | 32:44,43   |
| 10    | Elizabeth Hickman    | USA            | 32:59,28   |
| 11    | Breda Dennehy-Willis | Irland         | 33:17,45   |
| 12    | Ana Dias             | Portugal       | 33:21,69   |
| 13    | Silvia Sommaggio     | Italien        | 33:24,13\| |
| 14    | Fatima Yvelain       | Frankreich     | 33:44,48   |
| 15    | María Abel           | Spanien        | 34:05,44   |
| 16    | Galina Bogomolowa    | Russland       | 34:06,21   |
| 17    | Kylie Risk           | Australien     | 34:30,9    |
| 18    | Deena Drossin        | USA            | 34:40,86   |
| 19    | Bouchra Chaâbi       | Marokko        | 34:49,35   |
| 20    | Man Yee Maggie Chan  | Hongkong       | 35:21,20   |
| DNF   | Gunhild Haugen       | Norwegen       |            |
| DNS   | Carole Montgomery    | Kanada         |            |

## Finale

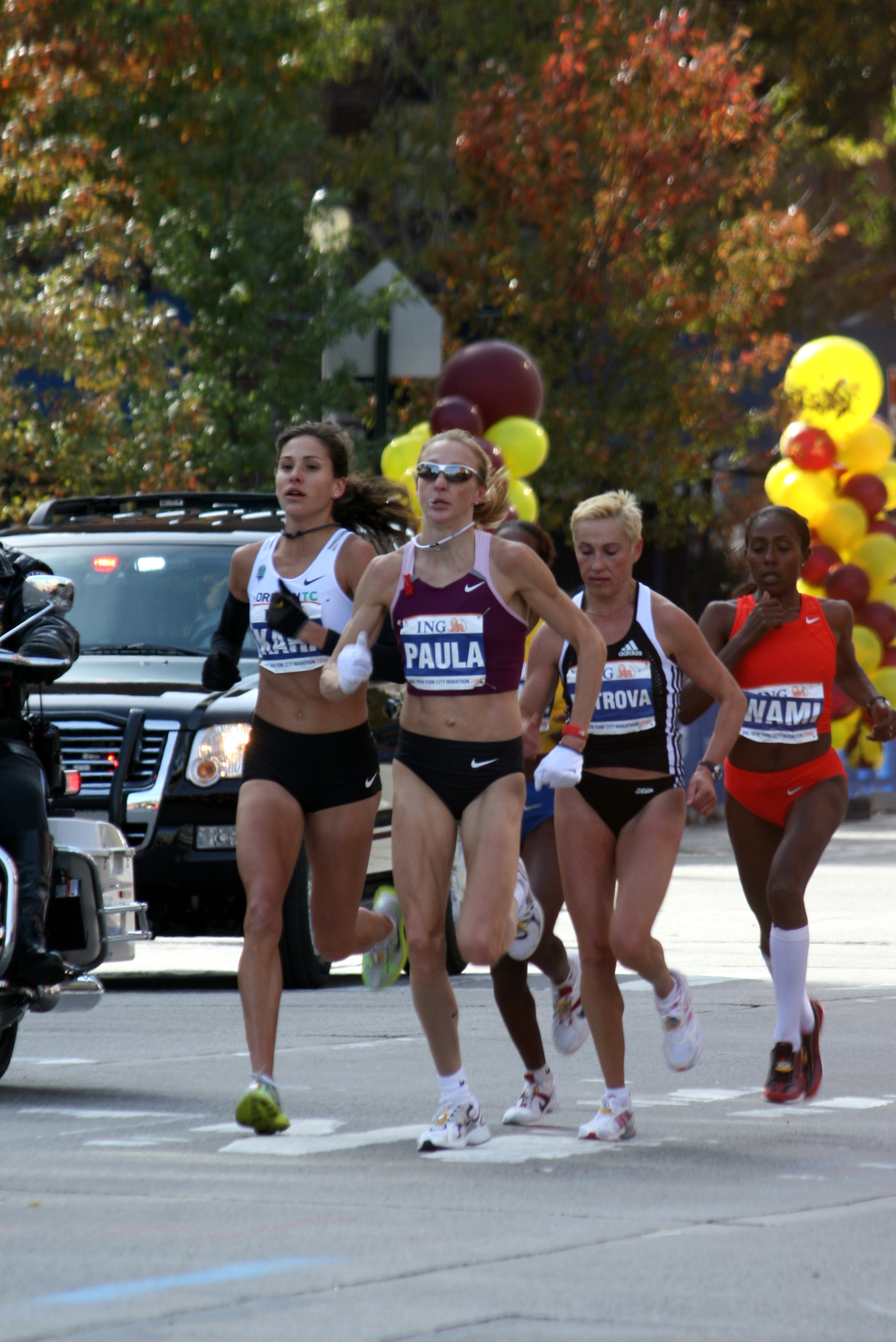
Nach Bronze über 5000 Meter gab es für Gete Wami (rechts, in Rot) nun Silber

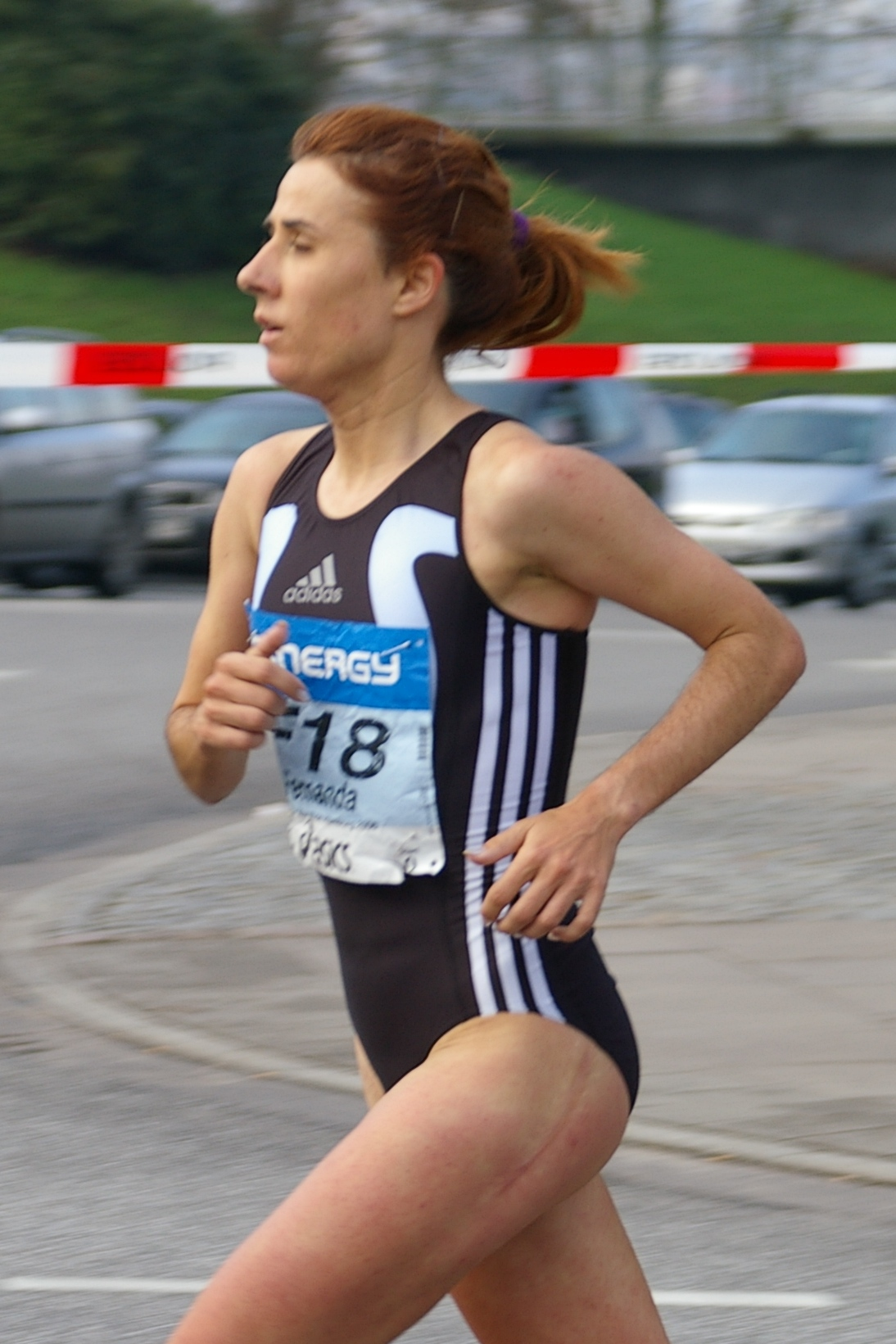
Bronzemedaillengewinnerin Fernanda Ribeiro

30. September 2000, 19:00 Uhr
| Zwischenzeiten      | Zwischenzeiten | Zwischenzeiten  | Zwischenzeiten |
| Zwischenzeit- Marke | Zwischenzeit   | Führende        | 1000-m-Zeit    |
| ------------------- | -------------- | --------------- | -------------- |
| 1000 m              | 03:07,50 min   | Paula Radcliffe | 3:07,50 min    |
| 2000 m              | 06:02,01 min   | Paula Radcliffe | 2:54,51 min    |
| 3000 m              | 09:01,99 min   | Paula Radcliffe | 2:59,98 min    |
| 4000 m              | 12:03,01 min   | Paula Radcliffe | 3:01,02 min    |
| 5000 m              | 15:05,70 min   | Paula Radcliffe | 3:04,68 min    |
| 6000 m              | 18:11,39 min   | Paula Radcliffe | 3:05,69 min    |
| 7000 m              | 21:17,05 min   | Paula Radcliffe | 3:05,66 min    |
| 8000 m              | 24:21,27 min   | Gete Wami       | 3:04,22 min    |
| 9000 m              | 27:29,34 min   | Paula Radcliffe | 3:08,07 min    |
| 10.000 m            | 30:17,49 min   | Derartu Tulu    | 2:48,15 min    |

### Endresultat
| Platz | Name                      | Nation              | Zeit (min) | Anmerkung |
| ----- | ------------------------- | ------------------- | ---------- | --------- |
| 1     | Derartu Tulu              | Äthiopien           | 30:17,49   | OR        |
| 2     | Gete Wami                 | Äthiopien           | 30:22,48   |           |
| 3     | Fernanda Ribeiro          | Portugal            | 30:22,88   | NR        |
| 4     | Paula Radcliffe           | Großbritannien      | 30:26,97   | NR        |
| 5     | Tegla Loroupe             | Kenia               | 30:37,26   |           |
| 6     | Sonia O'Sullivan          | Irland              | 30:53,37   | NR        |
| 7     | Li Ji                     | Volksrepublik China | 31:06,94   |           |
| 8     | Elana Meyer               | Südafrika           | 31:14,70   |           |
| 9     | Lidija Grigorjewa         | Russland            | 31:21,27   |           |
| 10    | Yūko Kawakami             | Japan               | 31:27,44   |           |
| 11    | Olivera Jevtić            | BR Jugoslawien      | 31:29,65   | NR        |
| 12    | Berhane Adere             | Äthiopien           | 31:40,52   |           |
| 13    | Ljudmila Biktaschewa      | Russland            | 31:47,10   |           |
| 14    | Alice Timbilili           | Kenia               | 31:50,22   |           |
| 15    | Chiemi Takahashi          | Japan               | 31:52,59   |           |
| 16    | Elizabeth Hickman         | USA                 | 31:56,94   |           |
| 17    | Sally Barsosio            | Kenia               | 31:57,41   |           |
| 18    | Asmae Leghzaoui           | Marokko             | 31:59,21   | NR        |
| 19    | Jeļena Čelnova-Prokopčuka | Lettland            | 32:17,72   |           |
| DNF   | Harumi Hiroyama           | Japan               |            |           |

### Rennverlauf
Für das Finale hatten sich jeweils drei Äthiopierinnen, Kenianerinnen, Japanerinnen, zwei Russinnen sowie je eine Teilnehmerin aus China, Irland, Jugoslawien, Lettland, Marokko, Portugal, Südafrika, den USA und Großbritannien qualifiziert.
Zum Favoritenfeld gehörten in erster Linie die äthiopische Weltmeisterin Gete Wami, die britische Vizeweltmeisterin Paula Radcliffe, die portugiesische Olympiasiegerin von 1996 und Vizeeuropameisterin von 1998 Fernanda Ribeiro, die WM-Dritte Tegla Loroupe aus Kenia sowie die irische Europameisterin Sonia O’Sullivan. Wami und O’Sullivan waren fünf Tage zuvor bereits erfolgreich über 5000 Meter gewesen. Für Wami hatte es Bronze, für O’Sullivan Silber gegeben. Auch die äthiopische Olympiasiegerin von 1992 Derartu Tulu war in Sydney wieder dabei und zählte auch hier wieder mit zu den Medaillenkandidatinnen.
Im Finale bestimmte Radcliffe das Tempo auf den ersten 7000 Metern. Das Feld wurde dadurch weit auseinandergezogen. Die Britin war aufgrund ihrer Spurtschwäche gezwungen, ein hohes Tempo zu laufen, um möglichst viele Konkurrentinnen abzuhängen oder aber deren Spurtkraft entscheidend zu beeinträchtigen. Nur fünf Läuferinnen einer Spitzengruppe konnten sich im weiteren Verlauf noch Hoffnungen auf die Medaillen machen. Neben Radcliffe, Wami und Ribeiro waren auch die Äthiopierin Derartu Tulu und Loroupe noch mit vorne dabei. Auf den letzten fünf Runden wechselte die Führung, aber dann übernahm Radcliffe wieder die Spitze. Auf den letzten tausend Metern wurde das Rennen immer schneller. Es kam nun laufend zu Überrundungen und sechshundert Meter vor dem Ziel musste Loroupe abreißen lassen. Zu Beginn der letzten Runde nahm Tulu das Heft in die Hand und forcierte noch einmal erheblich. Wami heftete sich an ihre Fersen, während Radcliffe und Ribeiro den Anschluss verloren. So bildeten sich zwei Zweiergruppen. Die beiden Äthiopierinnen Tulu und Wami kämpften um Gold, die beiden Europäerinnen Ribeiro und Radcliffe um Bronze. An der Spitze löste sich Derartu Tulu bereits auf der Gegengeraden von ihrer Konkurrentin und gewann das Rennen schließlich mit fast fünf Sekunden Vorsprung und neuem Olympiarekord. Auch Ribeiro machte im Kampf um Bronze bereits in der Zielkurve alles klar und kam anschließend noch einmal gefährlich nahe an Wami heran. Doch es blieb dabei: Silber für Gete Wami und Bronze für Fernanda Ribeiro. Vier Sekunden später folgte Paula Radcliffe auf Platz vier, mehr als zehn Sekunden dahinter kam Loroupe ins Ziel. Auch die sechstplatzierte Sonia O’Sullivan unterbot noch die bis zu diesen Spielen gültige Olympiarekordmarke.
Derartu Tulu errang nach 1992 den zweiten Olympiasieg in dieser Disziplin und war damit die erfolgreichste Athletin im 10.000-Meter-Lauf der Frauen.

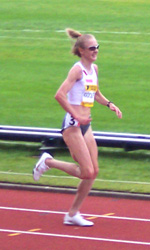
Die Olympiavierte Paula Radcliffe
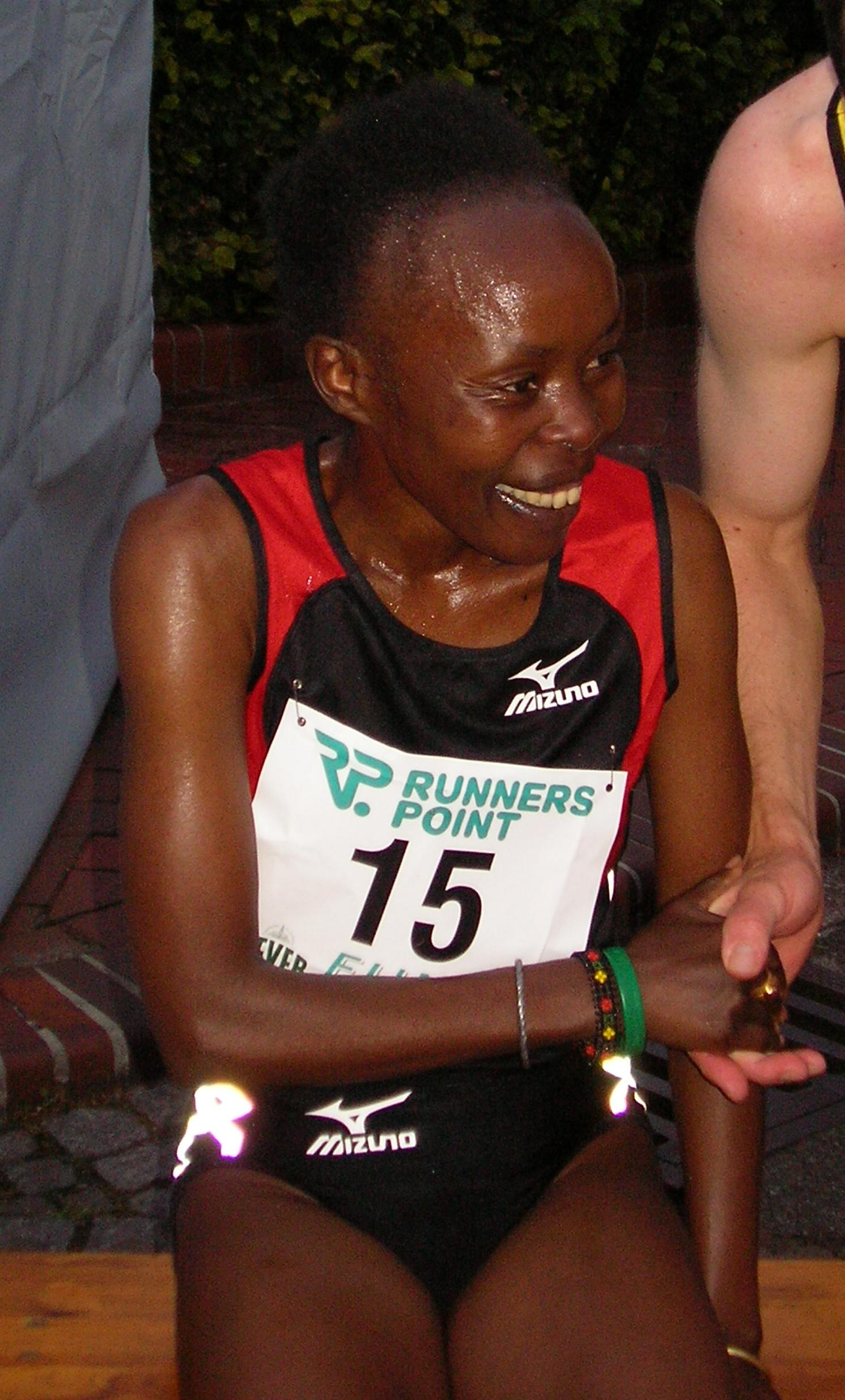
Tegla Loroupe – Rang fünf
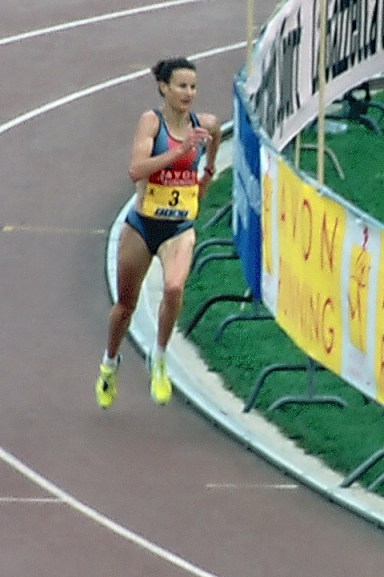
Die Olympiasechste Sonia O’Sullivan
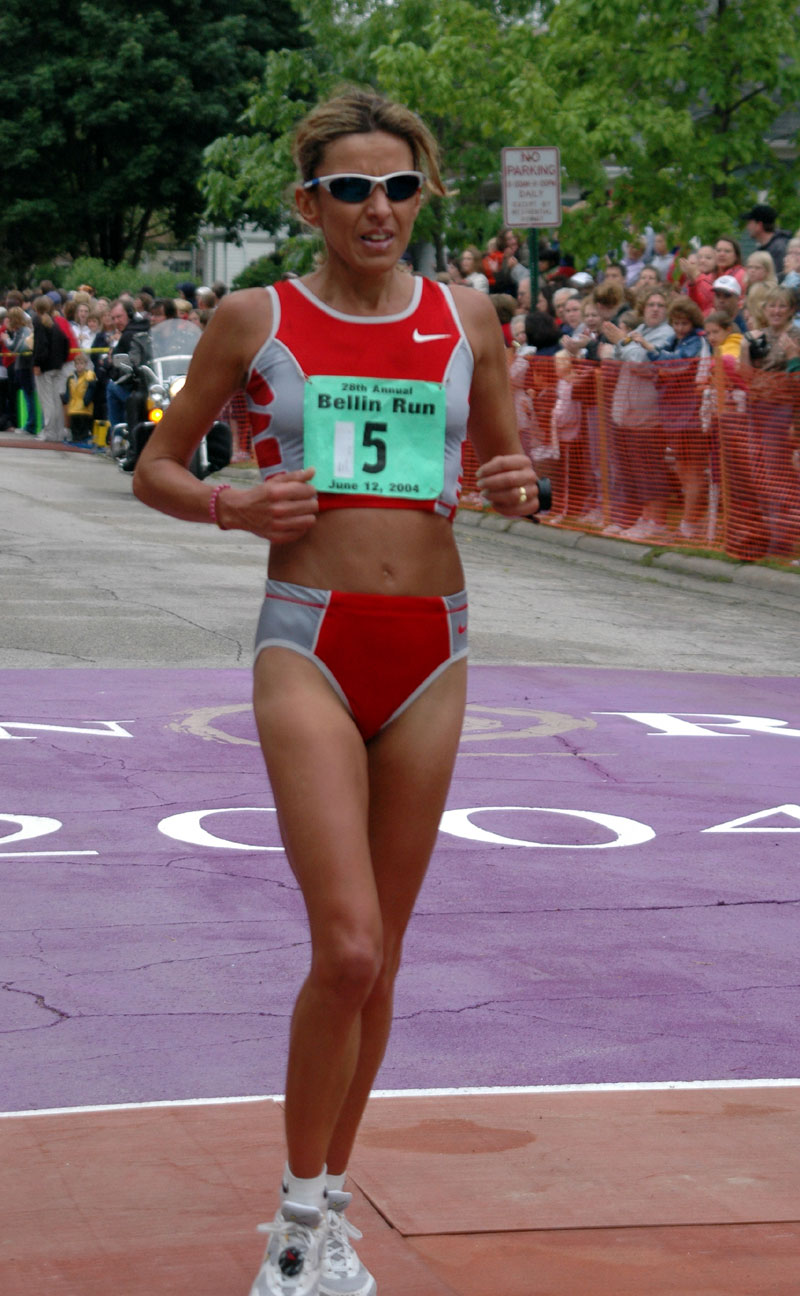
Rang acht für Elana Meyer
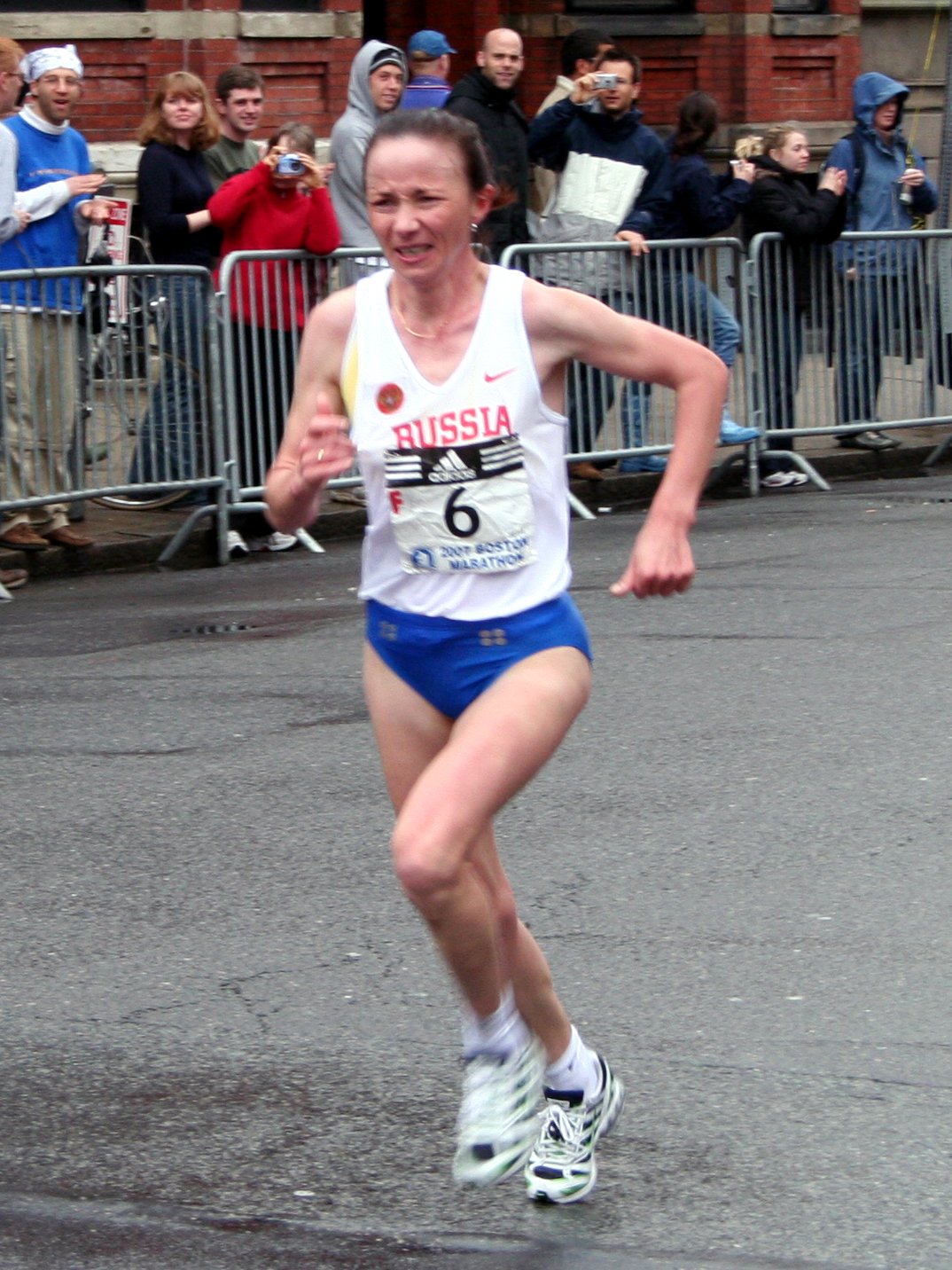
Lidija Grigorjewa erreichte Platz neun
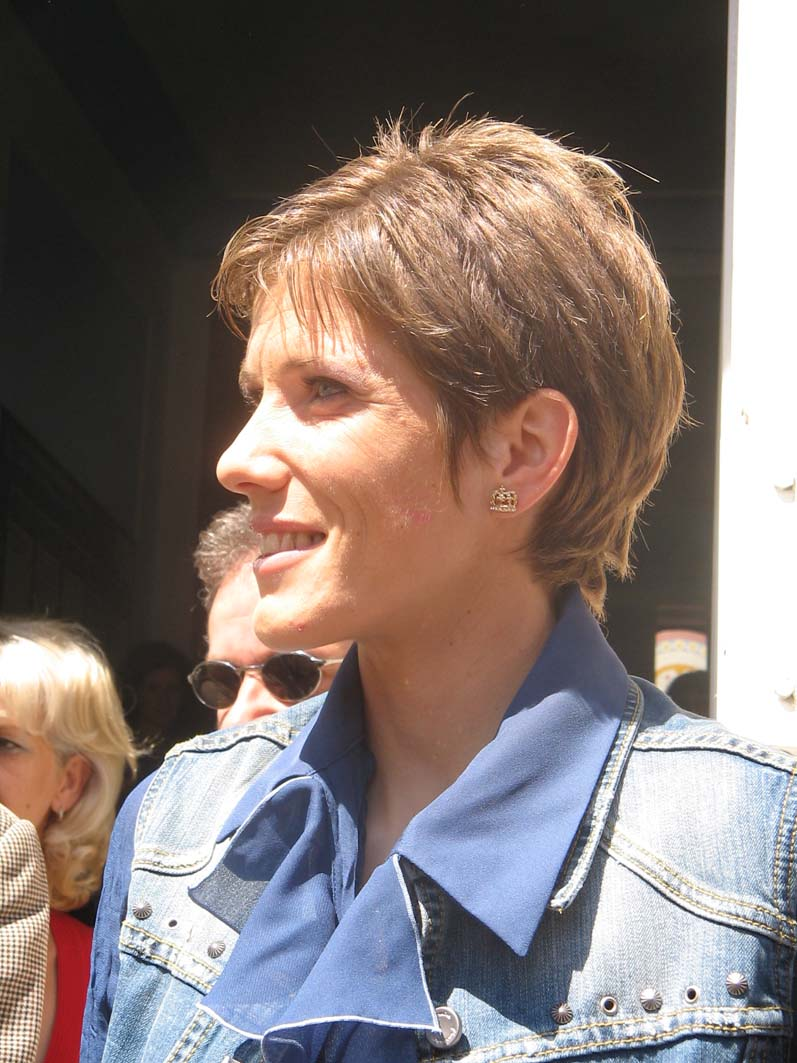
Olivera Jevtić belegte im Finale Rang elf
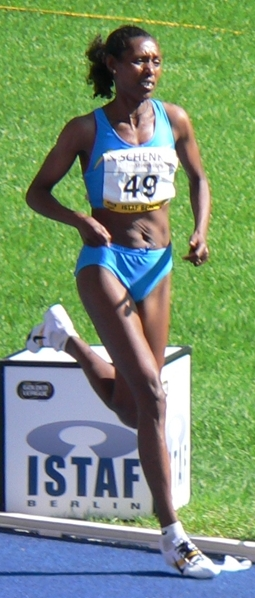
Berhane Adere wurde Zwölfte
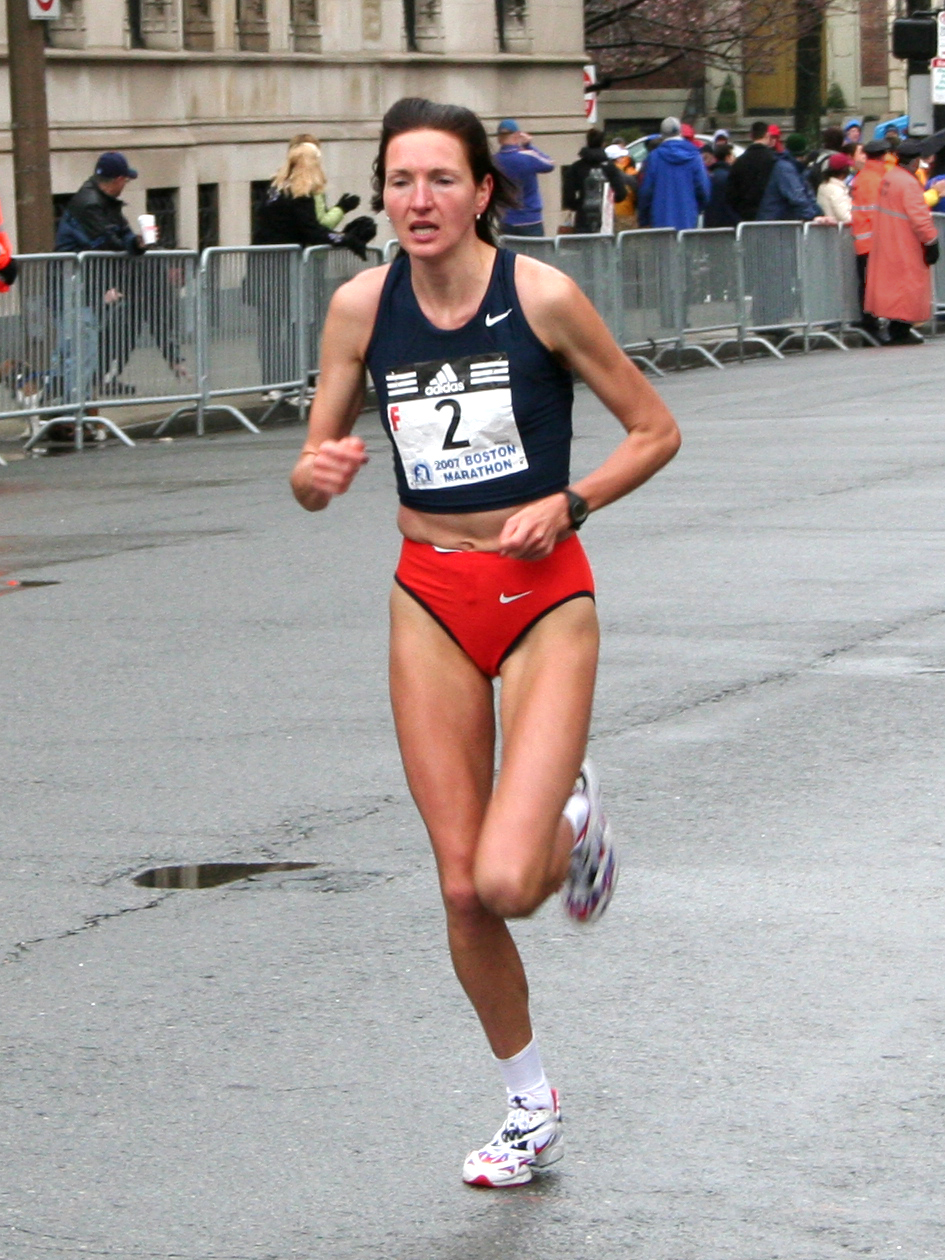
Jeļena Čelnova-Prokopčuka kam auf Rang neunzehn
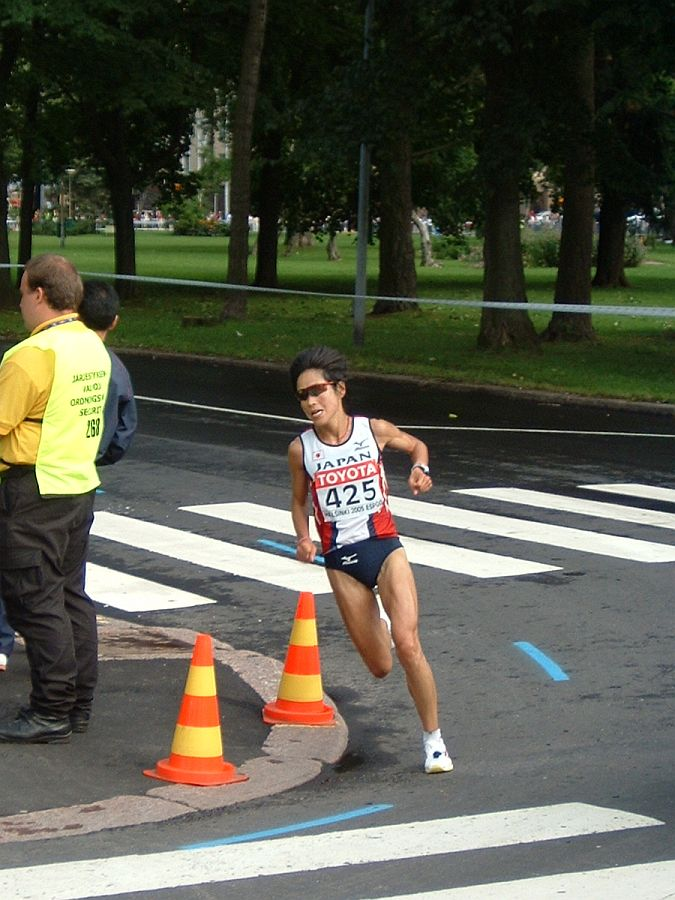
Harumi Hiroyama gab im Finalrennen auf

## Video
- Sydney 2000 Olympics Women's 10.000m Derartu Tulu, youtube.com, abgerufen am 6. Februar 2022